# Robin Foster
Pour les articles homonymes, voir Foster.
Pour l'administrateur colonial britannique parfois appelé Robin Foster, voir Robert Sidney Foster.
 (février 2011).
Si vous disposez d'ouvrages ou d'articles de référence ou si vous connaissez des sites web de qualité traitant du thème abordé ici, merci de compléter l'article en donnant les références utiles à sa vérifiabilité et en les liant à la section « Notes et références ».
Robin Foster est un guitariste et compositeur britannique. Ancien guitariste du groupe Beth (devenu Moneypenny avant leur séparation), il commence une carrière solo à partir de 2006. Installé en Bretagne depuis 1997, il connaît une popularité croissante en France.

## Biographie
Robin Foster débarque en Bretagne dans les années 1990, dans le Finistère, où il exerce plusieurs métiers comme celui de professeur d'anglais dans des écoles primaires locales, à Landivisiau notamment (l'école de Kervignounen et de la rue d'Arvor).
Robin Foster est pendant sept ans le guitariste du groupe Beth , avec lequel il enregistre plusieurs EP et un album en 2000. Au cours de ces années, ils parviennent à s'attirer la sympathie du public en se produisant en premières parties de groupes majeurs comme Dolly, Yann Tiersen, Venus, Dionysos, The Delgados ou encore Kat Onoma. Le groupe, qui en 2003 change de nom pour « Monneypenny », connaît son apogée en 2004 grâce à leurs ouvertures pour les tournées de Placebo et The Kills, avant de se séparer un an plus tard.
Robin Foster commence alors à composer et s'entoure de nouveaux musiciens dès 2006. 
Son premier album solo, Life Is Elsewhere sort sur le label Last Exit Records en février 2008. Album majoritairement instrumental, il reçoit le grand prix du disque du Télégramme dans la catégorie Meilleur premier album et le Grand prix du disque Produit en Bretagne dans la catégorie Prix Coup de Cœur. Souvent définies comme post-rock, les compositions de Robin Foster gagnent en popularité par leur utilisation fréquente chez les cinéastes (apparitions dans diverses publicités et séries télévisées).
Pour Forgiveness, le premier single du deuxième album Where Do We Go from Here?, paru en 2011, Robin Foster s'offre une collaboration avec le chanteur anglais Dave Pen, membre de BirdPen, et qui officie également au sein du collectif Archive.
En juillet 2012, Robin Foster crée son propre label, « Queen Bee Music Publishing ». 
Son troisième album, PenInsular, a été pensé comme un projet  « local » et produit par financement participatif. Distribué par L'Autre Distribution, l’album est produit par plus de cinq-cents fans. Ces derniers ont l'opportunité de recevoir l'album en avant-première au printemps 2013, avant une distribution plus large qui a lieu fin juin 2013. Cet album est instrumental et proche de Life Is Elsewhere. Le nom de l'album fait référence à la presqu'île de Crozon, et plus particulièrement à Camaret-sur-Mer, ville d'adoption de Robin Foster, comme peuvent l'évoquer les titres des morceaux ainsi que le code de publication du disque QB29570 (code postal de Camaret) sur Queen Bee Music Publishing.

## Discographie

### Robin Foster
- 2008 : Life is Elsewhere, par Robin Foster (Last Exit Records)

1. Last exit/ Brest by night
2. Disco Ouessant
3. Goodnight & God Bless
4. Loop
5. Do Androids Dream Of Electric Sheep
6. Down (By Law)
7. Life Is Elsewhere
8. Blue Lights At Dusk
9. Prelude (To The End)
10. Save The Cheerleader

### We Are Bodies
We Are Bodies est un groupe créé par Robin Foster et le chanteur Dave Pen, qui l'a déjà accompagné sur différents albums. 
Un premier album éponyme est publié en 2015.

## Remixes
- Robin Foster a remixé le morceau Stick Me In My Heart du groupe Archive sous le nom Darth Mix.